# Orlando Engelaar
Orlando Wensley Engelaar (n. 24 august 1979, Rotterdam, Țările de Jos) este un fotbalist aflat sub contract cu Twente.